# Грос Берсен
Грос Берсен (њем. Groß Berßen) општина је у њемачкој савезној држави Доња Саксонија. Једно је од 60 општинских средишта округа Емсланд. Према процјени из 2010. у општини је живјело 664 становника. Посједује регионалну шифру (AGS) 3454016.

## Географски и демографски подаци
Грос Берсен се налази у савезној држави Доња Саксонија у округу Емсланд. Општина се налази на надморској висини од 23 метра. Површина општине износи 20,8 km². У самом мјесту је, према процјени из 2010. године, живјело 664 становника. Просјечна густина становништва износи 32 становника/km².